# Castillo de la Luz
El Castillo de La Luz o Fortaleza de las Isletas está situado en la calle Juan Rejón en el barrio de La Isleta junto al Puerto de La Luz, en la ciudad de Las Palmas de Gran Canaria, al norte de la isla de Gran Canaria de la que es capital de la provincia de Las Palmas, Canarias, España.

## Historia
Construido en 1494 al incorporarse la isla de Gran Canaria a la Corona de Castilla, su orden de construcción la dio el tercer Gobernador Alonso Fajardo para servir de fortaleza defensiva.
Originalmente, la fortaleza estaba situada sobre un arrecife, aislándose en la pleamar, pero el continuo desarrollo de la ciudad lo ha dejado en tierra firme, quedando en la actualidad separado más de 150 metros del mar.
Se edificó sobre un fuerte de madera construido por el Capitán Juan Rejón cuando comenzó la conquista de Canarias en 1478. Se construyó en diferentes fases en función de las necesidades defensivas. En primer lugar, la torre cuadrangular de estilo medieval, conocida como la Torre de Alonso Fajardo. A continuación, en torno a 1515, se levantó un baluarte defensivo perimetral que se amplió unos años más tarde. En 1553 recibió unos añadidos y sufrió una reconstrucción tras el incendio de 1599, originado por la armada holandesa capitaneada por Pieter van der Does. Por último, en el último tercio del siglo XVII se construyó la estructura exterior que se puede ver en la actualidad.
Sus funciones defensivas continuaron hasta el siglo XIX. Fue la primera construcción defensiva en la isla; a esta le siguieron el Castillo de Mata, el de San Cristóbal y de San Francisco, integrados en la Muralla urbana de Las Palmas de Gran Canaria.
Durante décadas sufrió un abandono y se restauró en 1969, incorporándole nuevos elementos, un foso exterior, nuevos arcos, y pasando a utilizarse como centro cultural.
Un nuevo proyecto salió a la luz en 1998 para su restauración incorporando al castillo muchos de sus elementos originales teniendo en cuenta su evolución histórica, algunos de estos cambios fueron:
- Núcleo original de finales del siglo XV (patio, aljibe y tres niveles de salas).
- Añadidos de 1553.
- Nueva ampliación de los espacios interiores.
- Demolición de los elementos añadidos en la precedente reforma.

Con esto se recuperó su visión integral de la fortaleza primitiva.
Declarado Monumento Histórico Artístico en 1941, el Castillo de la Luz es incluido en el patrimonio Histórico Español debido a su importante testimonio de la arquitectura defensiva de la ciudad de Las Palmas de Gran Canaria junto al puerto, paso obligado de las flotas española en su regreso[cita requerida] de América con sus preciados cargamentos, que la piratería amenazaba.
Tras su remodelación con el proyecto arquitectónico de Nieto y Sobejano de creación de un espacio museográfico, desde su apertura en 2015 es la sede de la Fundación Martín Chirino de Arte y Pensamiento, encontrando la sede administrativa de la fundación en un nuevo edificio anexo y una representación de las obras de la colección privada del escultor canario Martín Chirino en su interior.

## Características

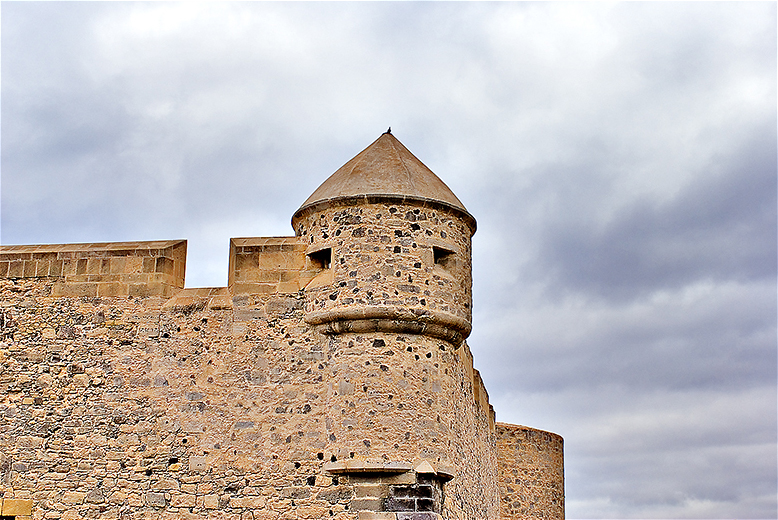
Castillo de La Luz, detalle torreón.

El Castillo de la Luz posee una planta cuadrada y se accede por un puente levadizo, debido al foso exterior añadido un siglo antes. Las dos torres con las que cuenta son circulares, localizadas al noreste una y al suroeste otra, así como una garita en la esquina noroeste. Se accede a través de una puerta con un arco de medio punto. Su interior cuenta con un aljibe. La construcción es de piedras de sillería sobre tres niveles.

## Fortificaciones de la ciudad
- Castillo de la Luz
- Castillo de Mata
- Castillo de San Cristóbal
- Castillo de San Francisco
- Muralla urbana de Las Palmas de Gran Canaria
- Fortaleza de Santa Catalina
- Torre de Santa Ana